# Caraula (gmina)
Caraula – gmina w Rumunii, w okręgu Dolj. Obejmuje tylko jedną miejscowość Caraula. W 2011 roku liczyła 2423 mieszkańców.